# 陳達儒
陳達儒（1917年2月10日—1992年10月24日），字發生，是一位出生於臺北艋舺的流行歌謠作詞家。
他一生創作約300篇歌詞，其代表作為《白牡丹》《青春嶺》《心酸酸》《安平追想曲》《青春悲喜曲》《港邊惜別》《南都夜曲》等。此外，他曾在1989年獲頒第1屆金曲獎特別獎。

## 生平

### 早年生活
陳達儒幼名「發生」（後改為其字，「發」即「達」也，「生」即「儒」也），生於台灣日治時期台北艋舺清水祖師廟附近。除了接受「公學校」的日文教育外，父親還安排他到私塾修習臺灣漢文。當時的公學校子弟如果不用日語交談，被日本老師發現的話一定會遭到痛斥，如果敢頂撞老師，甚至會被掌摑。少年時期的陳達儒便對臺灣人如此遭到欺侮而深感不平，於是他便下定決心利用晚上不斷研習漢文，前後長達三年。

### 加入勝利唱片
1930年代的台灣，在日本人所經營之古倫美亞唱片公司的積極提倡與主導之下，台語流行歌曲已經逐漸有了不錯的銷售成績。因此，博友樂、泰平、勝利唱片等其他公司，也有了在流行音樂市場上爭得一席之地的雄心。1935年，當時的勝利唱片公司聘請了畢業於東京上野音樂學校（今東京藝術大學前身）的「台灣新音樂之父」張福興主持文藝部，另外更邀集了當時已由醫學院畢業、有「歌人醫師」之稱的林清月擔任歌詞創作和遴選工作。由於他們所徵集的歌詞略嫌不合時宜，所以所製作發行的唱片，仍遲遲無法和古倫美亞唱片公司所推出的作品相比。為此，文藝部開會檢討而企圖挽回頹勢，於是張福興便推薦當時正居住在他家對面的陳達儒，而且頻頻肯定陳達儒的文筆。
於是當時19歲的陳達儒在張福興的鼓勵下，寫下了《女兒經》、《夜來香》等約五首歌詞。林清月醫師經過仔細審核之後，認為這位年輕人的遣詞用字已然擁有大師風格，於是便陸續採用，並分別交由蘇桐、陳秋霖兩人進行譜曲工作。灌錄成唱片發行之後，市場反映相當不錯。至1936年，陳達儒的歌詞創作數量，幾乎已經囊括了勝利唱片三分之二以上的曲目，成為當時勝利唱片視若瑰寶的台柱人物。
不管是描述懷春少女心聲的《白牡丹》、戀情綿綿的《青春嶺》、含情脈脈的《日日春》，甚至是幽怨淒清的《雙雁影》、《送出帆》、悲戚悱惻的《心酸酸》、《悲戀的酒杯》等等，這些歌曲都在當時的台灣造成一陣轟動。當時的陳達儒剛剛20歲。
與陳達儒合作過的作曲家相當多，除了蘇桐之外，還有吳成家譜曲的《阮不知啦》、《心茫茫》、《港邊惜別》，陳秋霖譜曲的《白牡丹》、《滿山春色》、《中山北路行七擺》，郭玉蘭的《南都夜曲》等。他們的合作造就了台灣創作歌謠的榮景。

### 失業及擔任警察
1938年，隨著中日戰爭的爆發，日本台灣總督府對台灣的統治，也愈發嚴苛。由於對皇民化運動的積極推動，日本政府利誘台灣人講日本話、穿日本衫。唱片業者也因為受到戰爭影響而紛紛歇業。這些靠寫歌糊口的人，生活無著，只好各尋出路。蘇桐揹起洋琴，跟著賣藥團四處賣藥表演維生。陳達儒則全家疏散到坪林，並決定進入「總督府警察官司獄官練習所」就讀。從警校畢業後，陳達儒被分配到鄉下當警察，一直到二二八事件後，才辭去警察的職務，一生未再復職。

### 戰後發展
二次大戰結束後，百業蕭條，做為一個文人，想找工作談何容易，一家人的生活卻不能棄之不顧，陳達儒只好重操舊業，再提筆寫歌詞。當時歌曲的流傳，要靠廣播電台的放送、與歌星在各地廟埕、廣場賣唱。陳達儒以「新台灣歌謠社」的名義發行歌本，委請蘇桐、陳水柳等老友，或隨賣藥團，或隨歌舞團，在臺灣各地彈唱，推銷這些歌仔簿。前後共出版十餘本，收入雖然有限，倒也過得心安理得。
1950年代，台語歌謠已經慢慢走向下坡。歸納其原因，一方面是因為國民政府全力推行北京話，華語歌曲逐漸壟斷唱片市場。另一方面，大多數日治時代的台灣歌謠，也被政府當局認為曲調過於悲傷，而被下令禁止在傳播媒體上播出。眼見台灣歌謠已被壓制得無力回天，陳達儒在1954年以後作品就銳減，最後棄歌從商，服務於食品業，先後擔任過味全食品經理、味王高級顧問、味新公司副總經理，最後在珍豐文祥食品廠（子母牌嬰兒食品製造商）關係企業珍豐冷凍公司副總經理職位上退休，在企業經營上，發揮另一項長才。
1989年，中華民國新聞局主辦的首屆金曲獎頒發「特別獎」給陳達儒，對他在台灣歌謠界的貢獻，給予最高的敬意和肯定。
1992年，陳達儒因癌症病逝於馬偕紀念醫院台北院區，享年75歲。

## 代表作
- 《白牡丹》(1936年)：陳達儒/詞；陳秋霖/曲[24]
- 《心酸酸》(1936年)：陳達儒/詞；姚讚福/曲[25]
- 《悲戀的酒杯》(1936年)：陳達儒/詞；姚讚福/曲
- 《青春嶺》(1936年)：陳達儒/詞；蘇桐/曲
- 《農村曲》(1937年)：陳達儒/詞；蘇桐/曲
- 《素心蘭》(1936年)：陳達儒/詞；郭玉蘭/曲
- 《南都夜曲》(1938年)：陳達儒/詞；郭玉蘭/曲
- 《什麼號作愛》(1939年)：陳達儒/詞；吳成家/曲
- 《港邊惜別》(1939年)：陳達儒/詞；吳成家/曲
- 《青春悲喜曲》(1950年)：陳達儒/詞；蘇桐/曲
- 《安平追想曲》(1950年)：陳達儒/詞；許石/曲

## 影視形象
| 年份 | 作品          | 演員   |
| ---- | ------------- | ------ |
| 2012 | 歌謠風華-初聲 | 陳俊言 |